# De blinden
De blinden is een gravure van de Antwerpse prentkunstenaar Pieter van der Heyden, die mogelijk teruggaat op een (verloren gegaan) werk van de Zuid-Nederlandse schilder Jheronimus Bosch.

## Voorstelling
Het stelt twee blinde mannen voor, van wie de rechter tot zijn knieën in het water staat. Met zijn rechterhand duwt hij de knie weg van zijn metgezel, die op het punt staat ook te water te gaan. De voorstelling is ontleend aan de volgende bijbelpassage:

Alle plant, die Mijn hemelse Vader niet geplant heeft, zal uitgeroeid worden. Laat hen varen; zij zijn blinde leidslieden der blinden. Indien nu de blinde den blinde leidt, zo zullen zij beiden in den gracht vallen.
— Matteüs 15:13-14.

De blinden zijn door de sint-jakobsschelp op hun hoed en hun lange staf te herkennen als pelgrims. Pelgrims stonden in Bosch' tijd niet altijd in een even goed daglicht, omdat ze zich niet zelden ernstig misdroegen op hun pelgrimsreis. Bovendien draagt de rechterblinde een draailier. Rondreizende muzikanten stonden destijds misschien wel in een nog slechter daglicht en werden – vooral door de Kerk en de burgerij – geassocieerd met liederlijk gedrag en landloperij. Net als bedelaars was men ze liever kwijt dan rijk, omdat ze niet bijdroegen aan de plaatselijke economie.

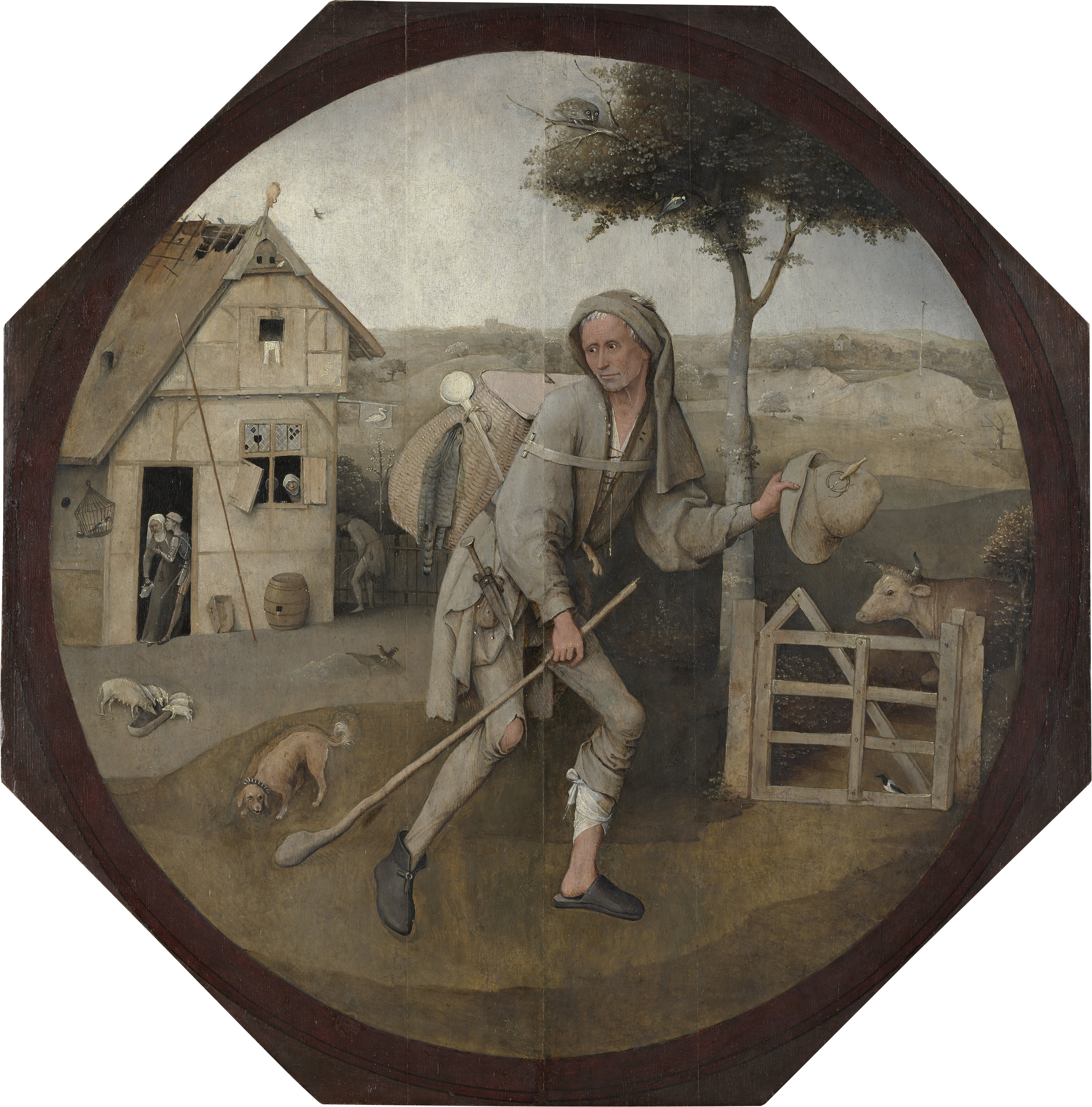
Jheronimus Bosch. De marskramer. Ca. 1493 of later. Rotterdam, Museum Boijmans Van Beuningen.

## Toeschrijving
De gravure is uitgevoerd door Pieter van der Heyden en uitgegeven door Hieronymus Cock. Volgens het opschrift rechtsonder gaat hij terug op een tekening of schilderij van Jheronimus Bosch. Omdat het origineel verloren gegaan is, is dit echter niet meer aan te tonen. Bosch was in het midden van de 16de eeuw zeer populair en men houdt er rekening mee dat graveurs en uitgevers de toevoeging 'H. Bos inventor' (bedenker Jheronimus Bosch) aanbrachten op hun prenten om deze beter te verkopen.
Er zijn echter redenen om in de prent toch een compositie van Bosch te herkennen. Bosch-auteur Ludwig von Baldass, bijvoorbeeld, ziet verwantschap tussen de prent en de Marskramer in Rotterdam, met name wat betreft de houding van de linker blinde. De kop van de rechter blinde doet denken aan die van de beul op het middenpaneel van het Passie-drieluik in Valencia.
Later graveerde Pieter van der Heyden eenzelfde soort motief, naar een ontwerp van Hans Bol, gedateerd 1561, waarbij de compositie van Bosch duidelijk als bron diende. Deze prent heeft als bijschrift:

Daer de ene blinde de ander leÿdt / vallenze beÿde onuerziens inde sloot: / Zÿdÿ blindt? ende bekendt ghÿ u blindtheÿdt? / Nempt gheen leÿdtsman, oft zijt verzekert bloot / Van zijn ghezichte, anders brengdij u zelf in noot.

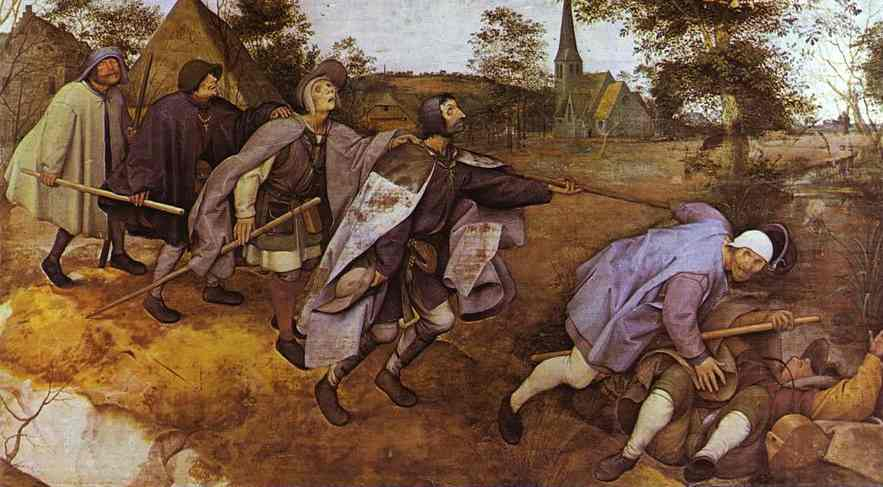
Pieter Bruegel (I). De val van de blinden. 1568. Napels, Museo di Capodimonte.

Het motief van de Parabel van de blinden is ook gebruikt door Pieter Bruegel de Oude in zijn De val van de blinden.

## Afdrukken
Van de gravure bestaan verschillende afdrukken, onder meer in de New York Public Library, het Noordbrabants Museum en het Prentenkabinet van Museum Boijmans Van Beuningen.

## Versies
Van de prent zijn vijf staten bekend, waarvan de eerste werd uitgegeven door Hieronymus Cock en de laatste door Claes Jansz. Visscher.